# 大李小李和老李
大李小李和老李是一部中華人民共和國黑白喜劇電影，由謝晉執導，刘侠声（飾演大李）、文彬彬、范哈哈（飾演老李）、蔣天流（飾演秀梅）、姚德冰（飾演小李）、張小云（飾演描云）等人主演，上海天马电影制片厂拍摄，1962年首映。影片講述的是在富民肉联厂（原型工廠位於上海公共租界工部局宰牲场）工作的几户人家的生活和工作情况以及即將开展的全民健身运动。片中還出現江灣體育場的場景。該電影在文革時曾遭到批判。
影片拍攝時演員說的是上海話，公映時是普通話配音。不過拍攝時的沪语音轨一直保留。2017年，中国电影资料馆對原装版上海話電影2K修复並在资料馆日常学术放映中放映了一场。原声版大李小李和老李不带字幕。2018年，由姚祺儿、茅善玉、徐峥、郑恺、舒悦、乔榛、奚美娟、唐嫣、俞红等人重新上海話配音的修復版上映。